# Ledra planifrons
Ledra planifrons är en insektsart som beskrevs av Walker 1857. Ledra planifrons ingår i släktet Ledra och familjen dvärgstritar. Inga underarter finns listade i Catalogue of Life.